# Леб'яжинська сільська рада (Павловський район)
Леб'я́жинська сільська рада (рос. Лебяжинский сельский совет) — сільське поселення у складі Павловського району Алтайського краю Росії.
Адміністративний центр та єдиний населений пункт — село Леб'яже.

## Населення
Населення — 950 осіб (2019; 1006 в 2010, 1197 у 2002).